# Río del Pájaro
El río del Pájaro es un río estadounidense situado en el norte de California que forma parte de la frontera entre el condado de Santa Cruz y el condado de Monterrey y entre el condado de San Benito y Santa Clara en el estado de California en los Estados Unidos de América.

## Historia
El río del Pájaro tiene muchos nombres. Los primeros mapas españoles lo denominaban "Río de San Antonio. Los soldados de la expedición de Portolá en 1769 lo denominaron "Pájaro". Otras denominaciones son Río de la Señora de la Santa Ana, Río del Paxaro, Río de Santa Ana, Río San Antonior y Sanjón del Tequesquite.

## Cuenca
La cuenca es de aproximadamente 3400 km² y cubre porciones de los condados de Santa Cruz, Santa Clara, San Benito y Monterrey. El cauce principal del río del Pájaro inicia al oeste del lago de San Felipe, un lago permanente que se forma por la confluencia del Arroyo de Pacheco y el Arroyo de los Picachos. La cabecera del arroyo de Pacheco se localiza en la Sierra del Diablo a una elevación de 400 pies. El cauce principal del río del Pájaro fluye al oeste uno 50 km, pasando a la altura de la ciudad de Watsonville y vierte sus aguas en la bahía de Monterrey.
El mayor tributario del río del Pájaro es el río de San Benito que es más largo que el Pájaro, que fluye al noroeste de su origen a un elevación de 4760 pies en la Sierra de San Benito en su cabecera en la Sierra del Diablo y la Sierra del Gavilán que se dirige 65 millas antes de confluir con el río del Pájaro cerca de 15 millas antes de verter sus aguas en el mar.